# ルイ＝オヴィド・ブリュネ

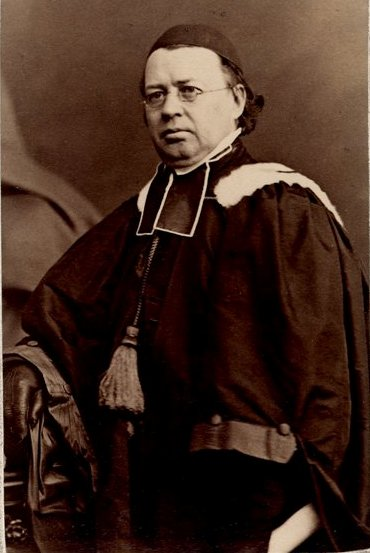
Louis-Ovide Brunet

ルイ＝オヴィド・ブリュネ（Louis-Ovide Brunet、1826年3月10日 - 1876年10月2日）は、フランス系カナダ人の植物学者、カトリックの神父である。カナダの植物学の創始者の一人である。

## 生涯
ケベックに生まれた。父親は商人であった。ケベック神学校（Séminaire de Québec）で学び、1848年10月に叙階された。その後、10年間、宣教師、助任司祭、教区司祭として働いた。恩師のEdward John Horanが退職した後、1852年にラヴァル大学になった母校の自然科学の教師に任命された。鉱物学者のトーマス・ステリー・ハント（Thomas Sterry Hunt）が退職した後、博物学の教授となった。専門の植物学はオンタリオ州やケベック州の野外調査や2年間にわたってヨーロッパに滞在し、ソルボンヌ大学やパリ植物園、パリ自然史博物館で講義を受けることによって学んだ。アメリカの植物学者、エイサ・グレイと知り合い、カナダの植物相の調査を勧められ、1860年から総括的な著作を始め、582ページを超える草稿が作られたが、1862年にレオン・プロヴァンシェが『カナダの植物』（"Flore canadienne"）を出版したことなどから出版されることはなかった。1870年に『植物学と植物生理学の基礎』（"Éléments de botanique et de physiologie végétale, suivis d’une petite flore simple et facile pour aider à découvrir les noms des plantes les plus communes au Canada"）を出版した。この出版から程なくして健康を害し、44歳で引退した。ブリュネが没したとき10,000を越える標本が整理分類されて残された。

## 著作
- Catalogue des plantes canadiennes contenues dans l'herbier de l'Universite Laval et recueilles pendant les annees ,Quebec. 1858-1865
- Catalogue des Vegetaux Ligneux du Canada pour Servir a l'Intelligence des Collections de Bois Economiques Envoyees a l'Exposition Universelle de París, 1867, par l'abbe Ovide Brunet Brunet, Ovide. Quebec. 1858-1865
- Éléments de botanique et de physiologie végétale, suivis d’une petite flore simple et facile pour aider à découvrir les noms des plantes les plus communes au Canada . Quebec. 1870